# Forari
Forari ist ein Ort auf der Insel Efate in der Provinz Shefa im pazifischen Inselstaat Vanuatu.

## Geographie
Der Ort liegt an der Ostküste der Insel Efate, an der Forari Bay (Baie Metensa), und gilt als einer der bedeutendsten Häfen in Vanuatu. Die nächstgelegenen Orte sind Poi und Pangpang. 
Der Ort ist bekannt durch seine Mangan-Mine, die von französischen Betreibern von 1962 bis 1979 abgebaut wurde.
Die Erzlagerstätten erstrecken sich über eine Fläche von 25 km².